# Francesca Gonshaw
Francesca Gonshaw (* Dezember 1959 in London, England) ist eine ehemalige britische Schauspielerin und aktuelle Malerin.

## Leben
Sie studierte Schauspiel an der Academy of Live and Recorded Arts, was sie jedoch zugunsten der Fernsehserie ’Allo ’Allo! wieder abbrach. Sie spielte von 1982 bis 1987 die Figur der Marie. Nach weiteren Rollen in Der Hund von Baskerville, Der Biggels-Effekt und Ein Phantom in Monte Carlo sowie vereinzelten Serienauftritten, beendete sie 1992 ihre Schauspielkarriere. Zuvor war sie als namenlose Frau in dem Musikvideo zu dem Lied Digging in the Dirt von Peter Gabriel zu sehen, das von dem Regisseur und Filmproduzenten John Downer gedreht und bei Real World produziert wurde. Das Video wurde bei den Grammy Awards 1993 mit einem Grammy Award für das beste Kurzmusikvideo ausgezeichnet. Francesca Gonshaw wechselte im gleichen Jahr zu Miramax Films in den Produktionsbereich. So half sie, dass Jane Campion ihren Film Das Piano und Quentin Tarantino seinen Film Pulp Fiction bei Miramax produzieren konnten. Parallel dazu begann sie ein Kunststudium an der The Byam Shaw School Of Art, wonach sie als Malerin aktiv wurde.

## Filmografie (Auswahl)
- 1982–1987: ’Allo ’Allo! (Fernsehserie, 21 Folgen)
- 1983: Der Hund von Baskerville (The Hound of the Baskervilles)
- 1986: Der Biggels-Effekt (Biggles: Adventures in Time)
- 1990: Ein Phantom in Monte Carlo (A Ghost in Monte Carlo)